# Качаник
Качаник (алб. Kaçaniku, Kaçanik) је градско насеље и седиште истоимене општине у Србији, који се налази у југоисточном делу Косова и Метохије и припада Косовском управном округу. Према попису из 2024. било је 8.276 становника.
Смештен је на ушћу Неродимке у Лепенац на главном правцу који повезује Приштину са Скопљем у близини граничног прелаза Ђенерал Јанковић.

## Историја
Под Качаником се у време Османског царства подразумевао теснац, варошица и Качаничка или Орханијска нахија, а званични назив Качаника је био Орханије. У српским народним песмама помиње се Стари Качаник и Клисура Качаник. Сам град се развио око српске тврђаве подигнуте у 14. веку, коју су Османлије у 16. веку президале и обновиле. Током османлијског периода био је важно административно средиште. Сматра се да је назив добио од турске речи качак што значи разбојник. Качаник је још од 16. века био легло разбојника — са клисуром се повезује митски лик Муса Кесеџија. Место се 1930-тих описује као мирно и безбедно, „омиљено летовалиште Скопљанаца”.
Указом Краља од 23. јануара 1914. године насеље је добило статус варошице.
Данас се од битних културно-историјских споменика у самом граду уз остатке тврђаве издвајају џамија из 16. века и црква Светог пророка Илије из 1929. године.
Током Другог светског рата српску цркву у селу су опљачкали и демолирали Албанци.

## Становништво
Према попису из 1981. године град је био углавном насељен Албанцима. Након рата 1999. године сви Срби су напустили Качаник.
| Етнички састав према попису из 1961.‍ | Етнички састав према попису из 1961.‍ | Етнички састав према попису из 1961.‍ | Етнички састав према попису из 1961.‍ | Етнички састав према попису из 1961.‍ |
| ------------------------------------ | ------------------------------------ | ------------------------------------ | ------------------------------------ | ------------------------------------ |
|                                      |                                      |                                      |                                      |                                      |
| Албанци                              | Албанци                              |                                      | 2.743                                | 93,8%                                |
| Срби                                 | Срби                                 |                                      | 114                                  | 3,9%                                 |
| Југословени                          | Југословени                          |                                      | 18                                   | 0,6%                                 |
| Укупно: 2.923                        |                                      |                                      |                                      |                                      |

| Етнички састав према попису из 1981.‍ | Етнички састав према попису из 1981.‍ | Етнички састав према попису из 1981.‍ | Етнички састав према попису из 1981.‍ | Етнички састав према попису из 1981.‍ |
| ------------------------------------ | ------------------------------------ | ------------------------------------ | ------------------------------------ | ------------------------------------ |
|                                      |                                      |                                      |                                      |                                      |
| Албанци                              | Албанци                              |                                      | 6.450                                | 97,3%                                |
| Роми                                 | Роми                                 |                                      | 113                                  | 1,7%                                 |
| Срби                                 | Срби                                 |                                      | 25                                   | 0,4%                                 |
| Укупно: 6.629                        |                                      |                                      |                                      |                                      |

| Етнички састав према попису из 2011.‍ | Етнички састав према попису из 2011.‍ | Етнички састав према попису из 2011.‍ | Етнички састав према попису из 2011.‍ | Етнички састав према попису из 2011.‍ |
| ------------------------------------ | ------------------------------------ | ------------------------------------ | ------------------------------------ | ------------------------------------ |
|                                      |                                      |                                      |                                      |                                      |
| Албанци                              | Албанци                              |                                      | 10.369                               | 99,8%                                |
| Бошњаци                              | Бошњаци                              |                                      | 10                                   | 0,1%                                 |
| Укупно: 10.393                       |                                      |                                      |                                      |                                      |

Број становника на пописима:
|             | \| Демографија[6] \| Демографија[6] \| Демографија[6] \| \| Година \| Становника \| Становника \| \| -------------- \| -------------- \| -------------- \| \| 1948. \| 2.094 \| \| \| 1953. \| 2.275 \| \| \| 1961. \| 2.923 \| \| \| 1971. \| 4.513 \| \| \| 1981. \| 6.629 \| \| \| 1991. \| 9.800 \| \| |            |
| Демографија | |            |
| Година      | Становника | Становника |
| 1948.       | 2.094 |            |
| 1953.       | 2.275 |            |
| 1961.       | 2.923 |            |
| 1971.       | 4.513 |            |
| 1981.       | 6.629 |            |
| 1991.       | 9.800 |            |